# Cerkiew Świętego Jerzego we Lwowie
Cerkiew Świętego Jerzego (ukr. Свято-Георгіївська церква) – cerkiew prawosławna we Lwowie, w dzielnicy Łyczaków (ukr. Личаків), przy ul. Bobanycza 3 (ukr. Бобанича, 3); przed 1945 – Franciszkańskiej.
Cerkiew św. Jerzego należała do 2023 r. do eparchii lwowskiej Ukraińskiego Kościoła Prawosławnego Patriarchatu Moskiewskiego; od 1992 pełniąc, z założenia tymczasowo, funkcje soboru katedralnego. W 2023 r. przeszła do Kościoła Prawosławnego Ukrainy.

## Historia

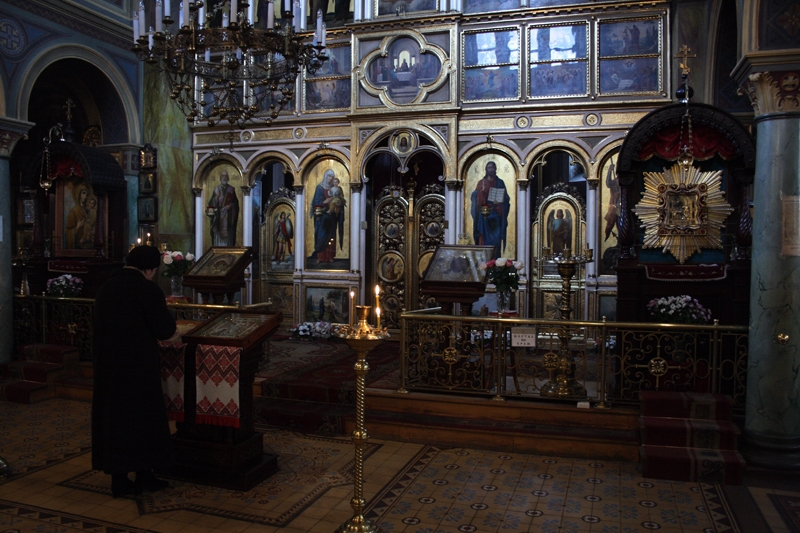
Ikonostas

Z inicjatywą budowy cerkwi wystąpił w 1887 Emanuel Worobkiewicz przy wsparciu konsula rosyjskiego we Lwowie, K. P. Pustoszkina.
W 1895 wiedeński architekt Gustaw Sachs sporządził projekt cerkwi.
4 października 1897 rozpoczęto budowę cerkwi pod wezwaniem Świętej Trójcy, później jednak, z polecenia władz austriackich, zmieniono je na św. Jerzego, ponieważ już wcześniej istniała we Lwowie cerkiew greckokatolicka pod wezwaniem Świętej Trójcy.
Jeszcze w tym samym roku zawiązał się komitet budowlany w składzie: Mychajło Hruszewski, ukraiński historyk i polityk i Osip Monczanowski – moskalofilski historyk i dziennikarz.
Cerkiew św. Jerzego została wzniesiona w latach 1897–1899 w stylu bizantyjsko-neoromańskim przez Witolda Rawskiego juniora. Jest zbudowana na planie kwadratu. Dach wieńczy duża, centralna kopuła oparta na ośmiobocznym bębnie oraz cztery mniejsze kopuły w narożnikach. Każda z czterech elewacji świątyni jest zwieńczona trójkątnym tympanonem.
Podstawowym budulcem cerkwi była czerwona cegła, natomiast elementy dekoracyjne wykonano z białego kamienia.
Wyposażenie cerkwi (m.in. ikonostas) pochodzi z początku XX w. i jest dziełem artystów wiedeńskich.
W 2023 r. miejscowa parafia ogłosiła przejście w jurysdykcję Kościoła Prawosławnego Ukrainy. Część parafian nie zgodziła się z tą decyzją, również służący na stałe w cerkwi biskup lwowski i halicki Filaret odmówił zmiany jurysdykcji. Na terenie świątyni doszło do sporów i przepychanek, wskutek czego interweniowała policja.